# USS Edwards (DD-619)
USS Edwards (DD-619) là một tàu khu trục lớp Gleaves được Hải quân Hoa Kỳ chế tạo trong Chiến tranh Thế giới thứ hai. Nó đã tham gia suốt Thế Chiến II, sống sót qua cuộc xung đột, ngừng hoạt động năm 1946 và bị tháo dỡ năm 1973. Nó là chiếc tàu chiến thứ hai của Hải quân Hoa Kỳ được đặt cái tên này, và là chiếc đầu tiên được đặt theo tên Thiếu tá Hải quân Walter A. Edwards (1886–1926), người chỉ huy chiếc Bainbridge từng được tặng thưởng cả Huân chương Danh dự Hoa Kỳ, Bắc Đẩu bội tinh Pháp lẫn Huân chương Phục vụ Dũng cảm của Anh.

## Thiết kế và chế tạo
Edwards được chế tạo tại xưởng tàu của hãng Federal Shipbuilding and Drydock Company ở Kearny, New Jersey. Nó được đặt lườn vào ngày 26 tháng 2 năm 1942; được hạ thủy vào ngày 19 tháng 7 năm 1942, và được đỡ đầu bởi bà Edward Brayton, vợ góa Thiếu tá Edwards. Con tàu được cho nhập biên chế cùng Hải quân Hoa Kỳ vào ngày 18 tháng 9 năm 1942 dưới quyền chỉ huy của Thiếu tá Hải quân W. L. Messmer.

## Lịch sử hoạt động

### 1943
Sau một giai đoạn ngắn phục vụ hộ tống vận tải dọc theo vùng bờ Đông và vùng biển Caribe, Edwards khởi hành từ New York vào ngày 8 tháng 11 năm 1942 để gia nhập Hạm đội Thái Bình Dương. Nó gia nhập Lực lượng Đặc nhiệm 18 tại Nouméa vào ngày 4 tháng 1 năm 1943, bảo vệ cho một đoàn tàu chuyển quân lớn hướng đến Guadalcanal. Vào ngày 29 tháng 1, đoàn tàu bị một nhóm đông máy bay ném bom-ngư lôi Nhật Bản tấn công trong khuôn khổ Trận chiến đảo Rennell. Cho dù hầu hết máy bay đối phương bị đánh đuổi, chúng vẫn đánh trúng tàu tuần dương hạng nặng Chicago hai quả ngư lôi. Edwards cùng bốn tàu khu trục khác được cho tách ra để hộ tống con tàu bị hư hại rút lui. Sang ngày hôm sau, khi đội đang rút lui về Espiritu Santo, cuộc tấn công lại tái diễn. Các tàu khu trục đã dựng một hàng rào hỏa lực phòng không dày đặc, nhưng không ngăn được Chicago tiếp tục trúng thêm ngư lôi và bị đắm; Edwards vớt được 224 trong số 1049 người sống sót. Một trong số các tàu khu trục hộ tống, chiếc La Vallette, cũng bị trúng ngư lôi, và Edwards đã hộ tống nó về đến cảng an toàn trước khi gia nhập trở lại đội của nó.
Edwards quay trở lại Trân Châu Cảng vào ngày 27 tháng 3 để đại tu, rồi lên đường đi sang khu vực quần đảo Aleut vào ngày 15 tháng 4. Nó tham gia hoạt động bắn phá đảo Attu vào ngày 26 tháng 4, rồi hộ tống cho thiết giáp hạm Pennsylvania trong cuộc đổ bộ vào ngày 11 tháng 5. Sang ngày hôm sau, nó cùng tàu khu trục Farragut mở một cuộc tấn công bằng mìn sâu kéo dài mười giờ nhắm vào một tàu ngầm đối phương vốn đã tìm cách phóng ngư lôi vào Pennsylvania. Tàu ngầm I-31 bị buộc phải nổi lên mặt nước và bị hư hại nặng bởi hải pháo của Edwards trước khi lại lặn xuống, và cuối cùng bị Frazier đánh chìm. Con tàu tiếp tục làm nhiệm vụ tuần tra chống tàu ngầm tại vùng biển Aleut đầy bão tố. Đến tháng 6, nó tham gia một cuộc tuần tra phong tỏa và bắn phá đảo Kiska từ ngày đến ngày 2 đến ngày 12 tháng 8, và cuối cùng tiến hành Chiến dịch Cottage, cuộc đổ bộ lên Kiska vào ngày 15 tháng 8. Sau khi được đại tu, nó quay trở lại Espiritu Santo vào tháng 10 để huấn luyện.
Vào ngày 8 tháng 11, Edwards lên đường hộ tống cho các tàu sân bay trong cuộc không kích xuống Rabaul vào ngày 11 tháng 11. Vào giữa trưa hôm đó, một tốp máy bay đối phương đã tấn công đội đặc nhiệm; và tàu tàu hộ tống khác đã đánh đuổi hoặc bắn rơi mọi máy bay tấn công, giữ cho lực lượng không bị tổn thất hay hư hại. Nó cũng hỗ trợ bảo vệ cho lực lượng tấn công trong Trận Tarawa từ ngày 19 tháng 11, rồi hộ tống các tàu vận tải quay trở về Trân Châu Cảng trong hành trình quay về vùng bờ Tây để được đại tu ngắn.

### 1944
Vào ngày 3 tháng 3 năm 1944, Edwards đi đến ngoài khơi Majuro, nơi nó tuần tra và hộ tống cho các cuộc không kích của các tàu sân bay thuộc Đệ Ngũ hạm đội lên đảo san hô Mili thuộc quần đảo Marshall và lên Palau. Sang tháng 4, nó bảo vệ các tàu sân bay khi chúng tung ra các cuộc không kích xuống New Guinea phối hợp với Chiến dịch Reckless, cuộc đổ bộ lên Hollandia. Nó cũng có mặt trong cuộc không kích Truk vào các ngày 29-30 tháng 4.
Từ ngày 12 tháng 5 đến ngày 18 tháng 8, đội khu trục của nó hình thành nên Đội tuần tra Đông Marshall, có nhiệm vụ tuần tra ngoài khơi các đảo san hô do phía Nhật Bản chiếm đóng: Mili, Jaluit, Maloelap và Wotje, ngăn cản lực lượng đồn trú đối phương được tăng viện hay triệt thoái. Vào ngày 22 tháng 5, nó tham gia cùng tàu khu trục Bancroft trong việc vô hiệu hóa nhiều khẩu đội pháo đối phương tại Wotje; và một lần nữa ngoài khơi Wotje vào ngày 27 tháng 6, nó bất chấp hỏa lực bờ biển đối phương khi cứu vớt các thành viên đội bay bị bắn rơi đang trôi dạt về phía bờ biển.
Vào ngày 27 tháng 6, đang khi tuần tra ngoài khơi Wotje, Edwards cứu vớt phi công một chiếc máy bay tiêm kích F4U Corsair Thủy quân Lục chiến bị rơi xuống biển. Trước đó một thủy phi cơ PBY Catalina Hải quân đã bị máy bay chiến đấu Nhật bắn rơi trong lúc tìm cách giải cứu các phi công Thủy quân Lục chiến. Đối diện với hỏa lực ác liệt đối phương từ phía bờ biển, một xuồng đã được thả xuống cùng sáu người và cứu được phi công an toàn mà không bị thiệt hại.
Sau khi được đại tu tại Trân Châu Cảng vào tháng 8, Edwards đi đến vịnh San Pedro, Leyte vào ngày 30 tháng 10 để tuần tra. Nó tham gia lực lượng tấn công cho cuộc đổ bộ lên Ormoc vào ngày 7 tháng 12. Tại đây nó đã bắn rơi nhiều máy bay tấn công cảm tử kamikaze cũng như trợ giúp các tàu bị hư hại. Một chuyến hộ tống vận tải tiếp liệu đến Ormoc chịu đựng sự kháng cự quyết liệt tương tự từ đối phương, nhưng nó đánh đuổi những kẻ tấn công và đưa đoàn tàu đến nơi an toàn.
Vào ngày 7 tháng 12, gần vịnh Ormoc Philippines, Edwards giúp di tản những người bị thương từ chiếc Liddle vốn trúng bom từ máy bay Nhật Bản. Mười phút sau, nó bắn rơi ba máy bay tấn công; một trong số ba chiếc này trong khi tìm cách đâm bổ tự sát nhắm vào Edwards, đã đâm sượt vào đuôi tàu trước khi đâm xuống biển sau khi bị hỏa lực phòng không bắn trúng. Nó để tại một mảnh cánh 5 ft (1,5 m) trên sàn phía đuôi tàu. Đến ngày 12 tháng 12, nó đưa lên tàu những người bị thương từ tàu khu trục Caldwell, bị bốc cháy do bị máy bay Kamikaze Nhật Bản đâm trúng. Hạm trưởng của nó, Thiếu tá Hải quân S. E. Ramey, được tặng thưởng huân chương Ngôi sao Bạc do hành động dũng cảm trong trận này. Sang ngày 30 tháng 12, một máy bay Nhật ném một quả bom suýt trúng con tàu, băng ngang giữa hai ống khói và rơi xuống nước phía mạn bên kia con tàu.

### 1945 và sau chiến tranh
Edwards tiếp tục ở lại vùng biển Philippines, hộ tống các đoàn tàu vận tải đi lại giữa Mindoro, vịnh Lingayen, cảng Polloc và vịnh Davao. Vào ngày 9 tháng 5 năm 1945, nó đi đến Morotai tham gia cuộc tấn công chiếm đóng Borneo, rồi quay trở về vịnh Subic vào ngày 12 tháng 7. Nó thực hiện một chuyến đi đến Iwo Jima, và một chuyến khác đến Okinawa hộ tống các đoàn tàu vận tải, trước khi lên đường vào ngày 16 tháng 9 để quay trở về Hoa Kỳ.
Edwards về đến Charleston, South Carolina vào ngày 7 tháng 1 năm 1946, nơi nó được cho xuất biên chế và đưa về lực lượng dự bị vào ngày 11 tháng 4 năm 1946. Tên nó được cho rút khỏi danh sách Đăng bạ Hải quân vào ngày 1 tháng 7 năm 1971, và lườn tàu bị bán để tháo dỡ vào ngày 25 tháng 5 năm 1973.

## Phần thưởng
Edwards được tặng thưởng mười bốn Ngôi sao Chiến trận do thành tích phục vụ trong Thế Chiến II.